# Pepsi
Pepsi, anteriormente Brad's Drink y Pepsi-Cola, es una bebida azucarada y gaseosa de cola creada en los Estados Unidos y producida por la compañía PepsiCo. Su mayor competidora es la también estadounidense Coca-Cola.

## Historia

### Inicios

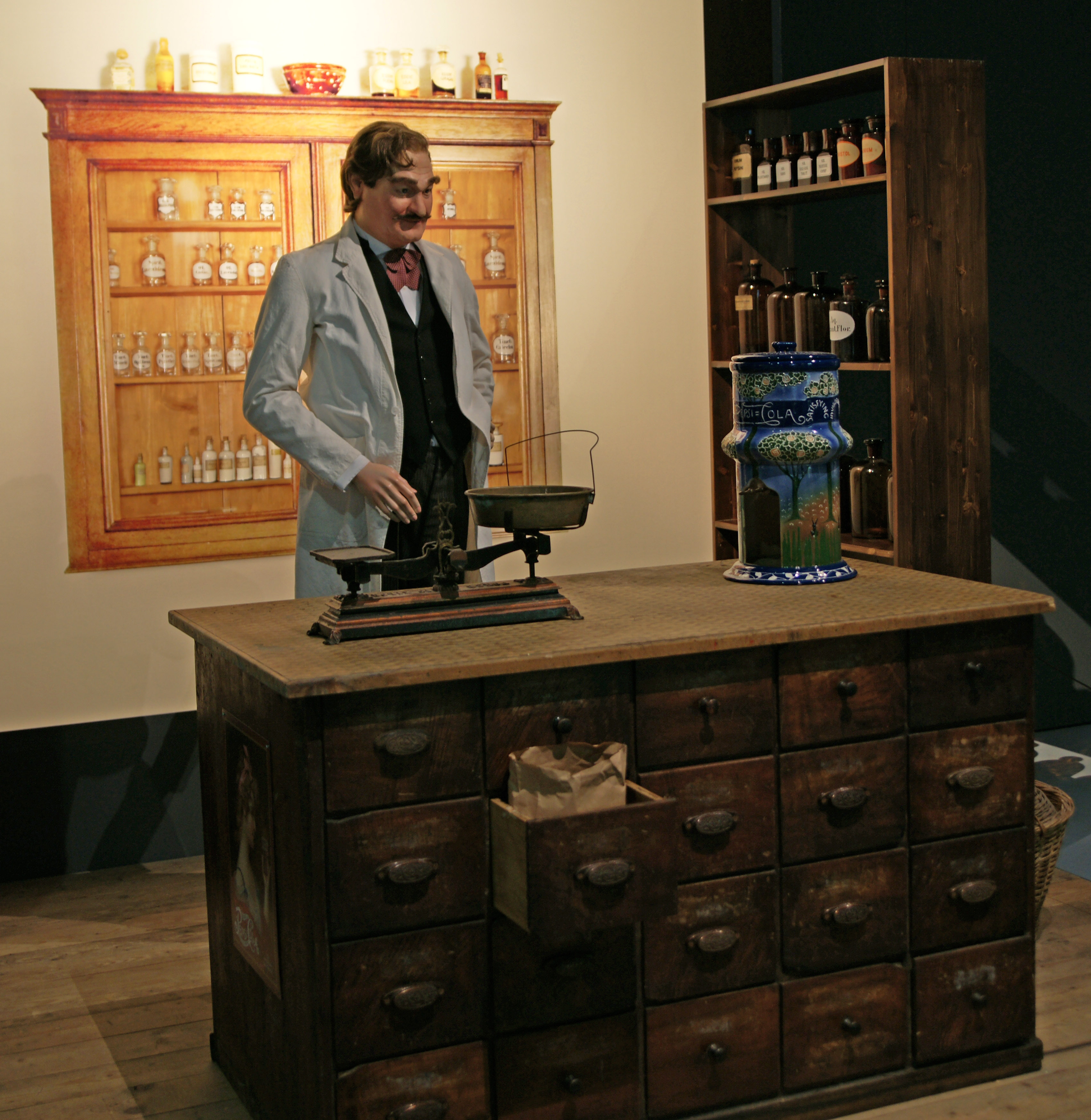
La farmacia de Caleb Bradham, con una máquina de Pepsi

Pepsi apareció por primera vez en 1893. Su inventor fue el químico farmacéutico Caleb Dpeneavis Bradham, que preparaba y vendía la bebida en su botica en la localidad estadounidense de New Bern (Carolina del Norte).
Conocida al principio como Brad Drink (en español: «Refresco Brad»), en 1898 su creador la denominó Pepsi Cola, en alusión a la enzima digestiva pepsina y las nueces de cola usadas en la receta. El objetivo de Bradham era crear un refresco delicioso que ayudara a la digestión y fuera un estimulante.
En 1902, solicitó el registro de la marca y fundó una empresa con noventa y siete acciones de capital. En 1903 trasladó la planta embotelladora a un almacén que alquiló para este propósito. Ese mismo año vendió 30 162 litros (7968 galAm) de concentrado. El año siguiente, empezó a usar botellas de 177 ml (6 floz) y las ventas ascendieron a 75 133 litros (19 848 galAm).
En 1909 el piloto de carreras Barney Oldfield fue el primer famoso en promocionar la bebida, describiéndola como «una bebida brava... refrescante, fortalecedora, un agradable estimulante para prepararse para una carrera». El eslogan publicitario «deliciosa y saludable» estuvo en uso durante dos décadas.
La empresa se declaró en bancarrota en 1923 debido al brusco descenso del precio del azúcar después de que Bradham y otros fabricantes compraran el ingrediente en grandes cantidades tras años de subida constante. Tras la quiebra, Roy Megargel formó la corporación Pepsi-Cola y compró todos los bienes y la marca registrada a los acreedores por US$35 000 (equivalente a $625 898 en 2023).
En tres ocasiones entre 1922 y 1933, Coca-Cola tuvo la oportunidad de comprar a Pepsi-Cola, pero siempre declinó la oferta.  Al final, la empresa pasó a manos de Charles Guth, el presidente de Loft Inc., una fábrica de golosinas con tiendas equipadas con máquinas de refrescos. Guth deseaba reemplazar a Coca-Cola como suministrador después que le denegaran un descuento en el concentrado; tras la venta, Loft reformuló la receta de Pepsi-Cola para que se pareciera más a Coca-Cola.

### Consagración

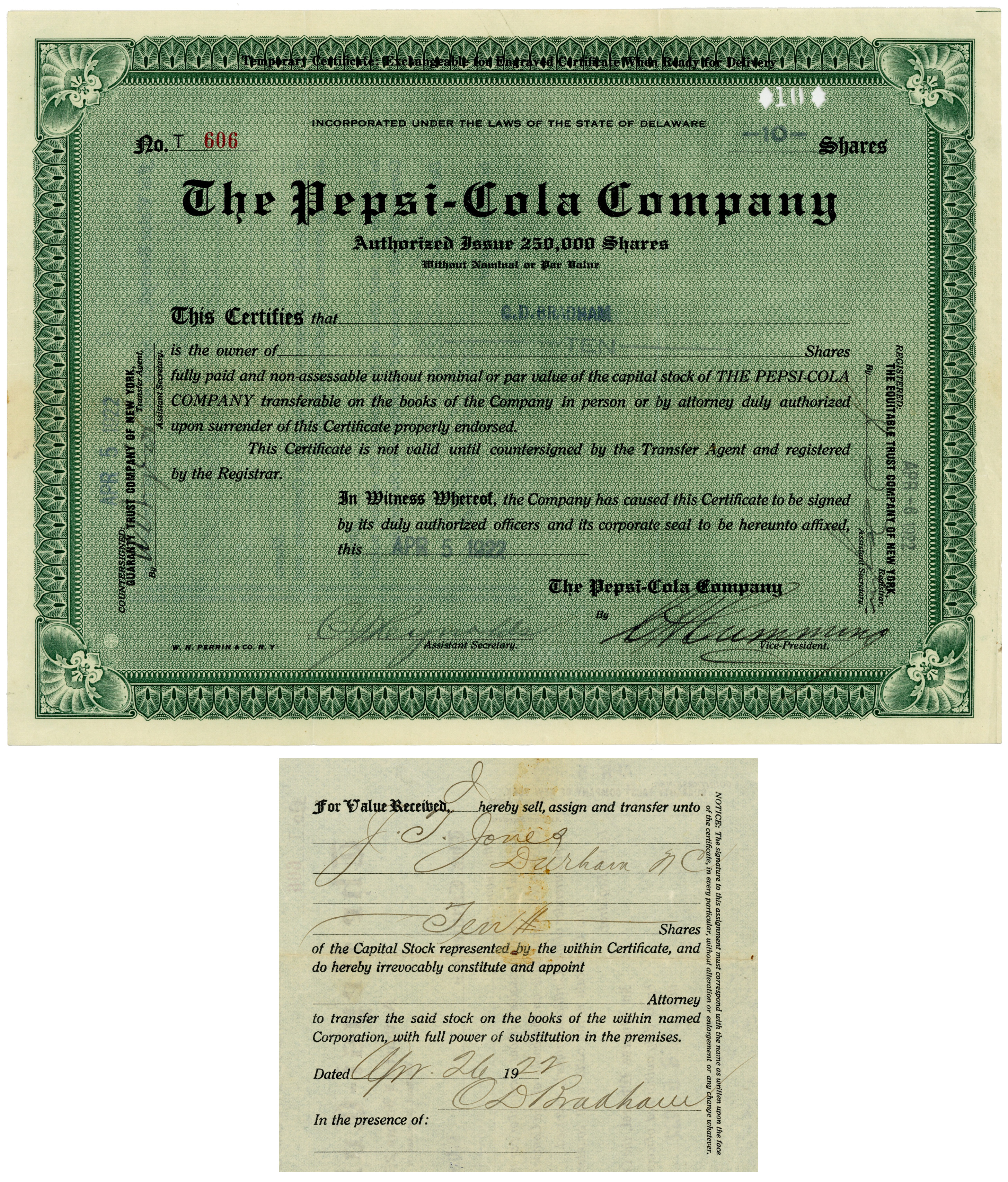
Una acción de la Compañía Pepsi-Cola emitida el 5 de abril de 1922 a favor de Caleb Bradham y firmada por él en el reverso como endosante con motivo de la transferencia de acciones.

Durante la gran depresión, Pepsi se volvió la segunda gaseosa más famosa del mundo —la primera era Coca-Cola— gracias a la introducción de la botella de 12 onzas (354,9 cl) y a una campaña de publicidad por radio en la que Pepsi exhortaba a los consumidores frugales a cambiar de marca, aludiendo al idéntico precio de las botellas de Pepsi y Coca-Cola aunque estas últimas contuvieran solo 6,5 onzas (192,2 cl).
Dada la crisis económica de aquellos tiempos, la campaña tuvo bastante éxito y contribuyó a aumentar el prestigio de Pepsi; como resultado, la empresa dobló sus beneficios entre 1936 y 1938. La prosperidad de Pepsi tuvo lugar al mismo tiempo que el negocio de golosinas de Loft se desmoronaba; como Guth había establecido a Pepsi con ayuda de los fondos y las instalaciones de Loft, esta empresa, al borde de la ruina, inició un pleito contra Guth por la posesión de Pepsi, que resultó en una larga batalla legal dirimida por la Corte Suprema de Delaware en favor de Loft.
Walter Mack fue nombrado presidente de Pepsi-Cola en 1938 y estuvo al frente de la compañía durante los años cuarenta. Mack apoyaba las causas progresistas y se dio cuenta de que la estrategia publicitaria de la empresa, dirigida al público general, o bien ignoraba a los negros o usaba estereotipos para representarlos y se percató que la población de color era un segmento en el que no se había invertido y que Pepsi podía beneficiarse y aumentar su cuota de mercado con anuncios dirigidos específicamente a ella. Con este fin, contrató a Hennan Smith, un publicista en el sector de prensa, para dirigir a un equipo de representativos de color, cuyas filas quedaron mermadas tras el comienzo de la Segunda Guerra Mundial. Durante la conflagración, el gobierno racionó el azúcar, lo que afectó a las ventas de refrescos. Mack compró una plantación de caña en Cuba para mitigar los efectos de la carencia, lo que deparó importantes beneficios a largo plazo, aunque el gobierno le prohibió importar azúcar durante el conflicto.
En 1947, Mack continuó sus esfuerzos para aumentar la penetración de la marca entre la población de raza negra, reclutando a Edward Boyd como director de ventas de un equipo de doce personas. Boyd y su equipo también viajaron por todo Estados Unidos para promocionar Pepsi; debido a las leyes de segregación racial vigentes en gran parte del país, sufrieron bastante discriminación, desde insultos por parte de otros empleados de Pepsi hasta amenazas del Ku Klux Klan. Por otro lado, pudieron obtener provecho de las actitudes racistas atacando a Coca-Cola por su resistencia a emplear personas de color y por patrocinar a Herman Talmadge, Gobernador de Georgia segregacionista. Como resultado, la cuota de mercado de Pepsi se incrementó fuertemente y tras la visita del equipo de ventas a Chicago, las ventas de Pepsi superaron a las de Coca-Cola en esta ciudad por primera vez. No obstante, la atención a este segmento del mercado causó preocupación en la empresa y entre sus afiliados, que temían perder a los clientes blancos. En una reunión en el Hotel Waldorf-Astoria, Mack intentó tranquilizar a quinientas compañías embotelladoras declarando que «no deseamos que se la conozca como una bebida de negros». Después de que Mack dejara la empresa, se recortó y finalmente se eliminó el equipo de ventas de color.
Tanto Guth como Mack dieron gran importancia a la penetración internacional de la marca. Guth registró la marca en ochenta países. Mack continuó con la expansión en México y Latinoamérica y el Caribe y, una vez concluida la Segunda Guerra Mundial, en Europa. Hacia mediados de la década de los cincuenta, Pepsi-Cola contaba con 118 plantas embotelladoras en 52 países además de los Estados Unidos. Mack también realizó importantes cambios en el diseño de la botella: hasta entonces, Pepsi se vendía en botellas de cerveza baratas, con una etiqueta de papel. Mack las reemplazó por botellas con la palabra «Pepsi» moldeada en el vidrio y, posteriormente, eliminó la etiqueta de papel para inscribirla directamente en la botella.

### Crecimiento

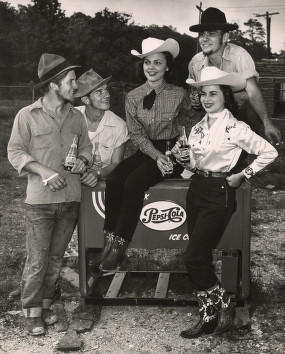
Estudiantes consumiendo Pepsi-Cola durante una fiesta vaquera de los años 50.

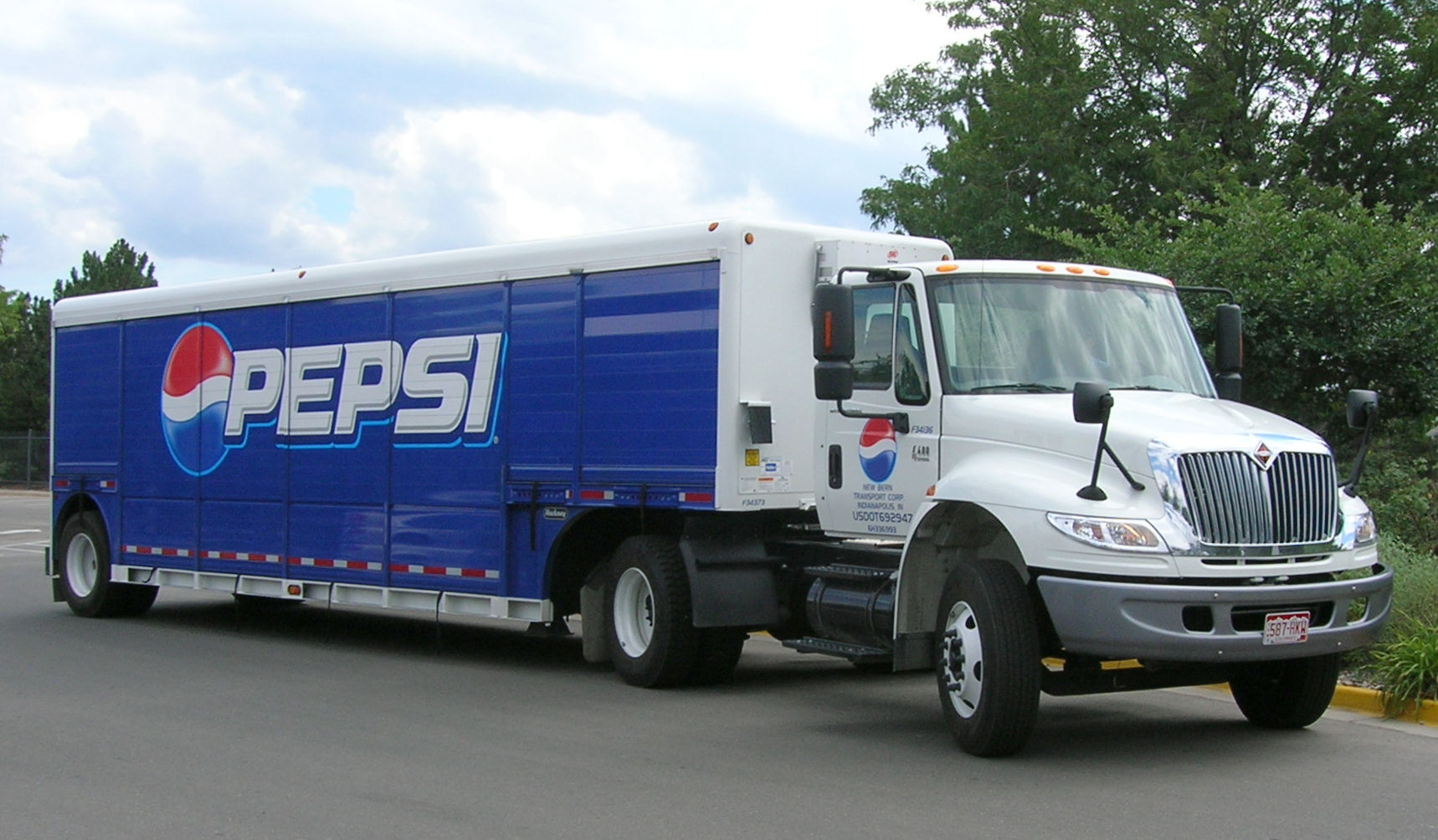
Camión distribuidor de Pepsi.

En 1950 la junta directiva de Pepsi decidió nombrar presidente a Alfred Steele, un exvicepresidente de Coca-Cola casado con la actriz Joan Crawford. Al Steele introdujo una botella más elegante, creó un departamento de mercadotecnia, presentó a la Pepsi como una bebida refrescante, ligera y baja en calorías, y logró que los embotelladores invirtieran sus propios ahorros en el negocio, gracias a lo cual en 1959 había más de 200 embotelladores y los beneficios de Pepsi se triplicaron. Pepsi comenzó a ser un desafío real para la Coca-Cola. Joan Crawford tuvo un papel destacado en las campañas publicitarias llevadas a cabo en esta época y apareció en anuncios, programas especiales de televisión y concursos de belleza en representación de la empresa. Las imágenes de refresco también figuraron prominentemente en algunas de sus últimas películas. Cuando Steele falleció, en 1959, Crawford entró a formar parte de la junta directiva de Pepsi-Cola hasta 1973.
En 1963 llegó a la presidencia de Pepsi Donald Kendall, y con él, la agencia publicitaria BBDO, iniciales de los apellidos Batten, Baston, Durstime y Osborn. En 1965 Pepsi-Cola se unió a Frito-Lay y se convirtió en PepsiCo Inc. Durante estos años Pepsi-Cola cambió su imagen de bebida barata, pero de clase baja, a la de bebida favorita de jóvenes con estilo.

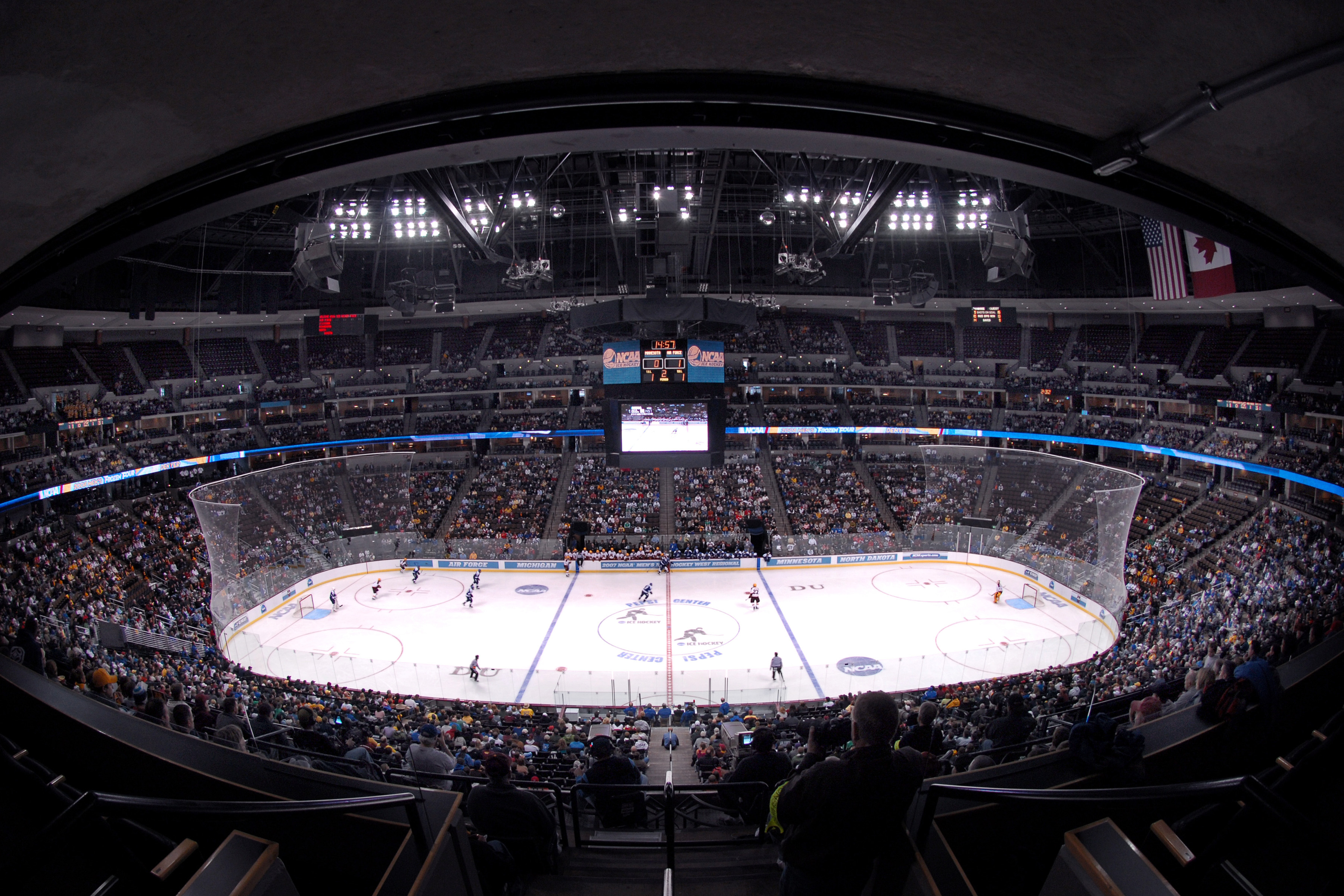
Pepsi Center por dentro.

En 1975, Pepsi introdujo la campaña «Pepsi Challenge», basada en catas a ciegas de Pepsi y Coca-Cola, en las que una mayoría de los participantes escogió a Pepsi como la bebida de mejor sabor. PepsiCo explotó los resultados de la campaña con anuncios televisivos e invirtió grandes sumas en publicidad, empleando famosos como Michael Jackson, Tina Turner y Michael J. Fox entre otros para promocionar la bebida entre la «nueva generación». Este mismo año Pepsi lanza la primera botella de plástico en la historia.
El 27 de enero de 1984 el cantante Michael Jackson participó en las grabaciones para un comercial de Pepsi de soda. En esta ocasión, las chispas de efectos especiales terminan casi quemando el pelo del cantante.
En 1985 The Coca-Cola Company, en medio de mucha publicidad, cambió su fórmula, lanzando New Coke. La teoría ha avanzado que la Nueva Coca-Cola, como la bebida reformulada llegó a ser conocida, fue inventado específicamente en respuesta al desafío de Pepsi que realiza desde 1975. Sin embargo, una reacción de los consumidores llevó a Coca-Cola reintroducir rápidamente la fórmula original de Coca-Cola no anterior a 1985, esto ayudó a Pepsi a ganar unos cuantos consumidores.
En 1986 cuando Kendall se jubiló, la corporación PepsiCo, a la cual pertenecían también los restaurantes Pizza Hut y Taco Bell, multiplicó por dieciocho los niveles de venta que tenía en 1965, y la compañía llegó al puesto 41 entre las quinientas empresas más importantes en los Estados Unidos.
En 1996, la compañía Hit de Venezuela (quien era propietaria de los derechos de la marca Pepsi en este país) decide romper la alianza que tenían y fue adquirida por Coca Cola. Lo cual motivó que estuviera fuera del mercado por unos meses y más tarde resurge de la mano de Empresas Polar junto con las marcas Golden y 7 Up.
En 1999 se abre el Pepsi Center, un pabellón multideportivo situado en Denver, Colorado. Cuando no es usado por ningún conjunto de Denver, el pabellón frecuentemente es utilizado para eventos musicales. En 2003 se hizo lanzamiento de Pepsi Blue, la primera cola azul en el mercado.
En julio de 2009 Pepsi empezó a usar el nombre «Pecsi» en Argentina, para adaptarse a la forma de pronunciar la marca del 25 % de la población en este país.

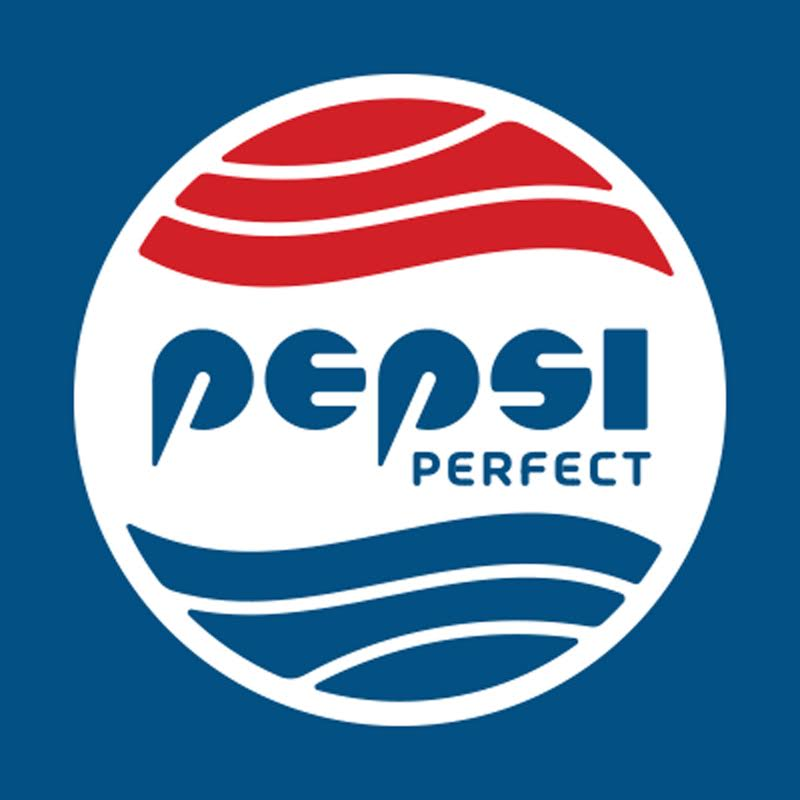
Logo de la Pepsi Perfect.

En 2011 PepsiCo recibió críticas de la National Eating Disorders Association de Estados Unidos y varios grupos de consumidores por la introducción de una lata más alta y delgada coincidiendo con la celebración de la semana de la moda en Nueva York. El nuevo envase y los comentarios de PepsiCo describiéndolo como un «homenaje a las mujeres hermosas y seguras de sí mismas» fueron tildados de «irresponsables y desconsiderados».
En marzo de 2012 se introdujo Pepsi Next, una cola con la mitad de calorías de Pepsi regular, es decir, que contiene un 30 % menos de azúcar y ha añadido Stevia como edulcorante sin calorías.
En 2015 para conmemorar el 30 aniversario de la trilogía de Back to the Future, PepsiCo decidió lanzar una edición limitada de la Pepsi Perfect, que es una pepsi enriquecida con vitaminas, y que apareció en Back to the Future Part II, de este solo saldrían 6500 ediciones, con cada uno cuesta $ 20,15, que deletrea 2015, y lo liberan el 21 de octubre. En agosto del mismo año Pepsi abolió el uso de aspartamo en sus bebidas.
Pepsi tiene ofertas oficiales de patrocinio con cuatro grandes ligas profesionales norteamericanas: la National Football League, la National Hockey League, la Major League Baseball y la National Basketball Association. Además patrocina la Liga de Campeones de la UEFA desde la temporada 2015-2016.

## Logotipos

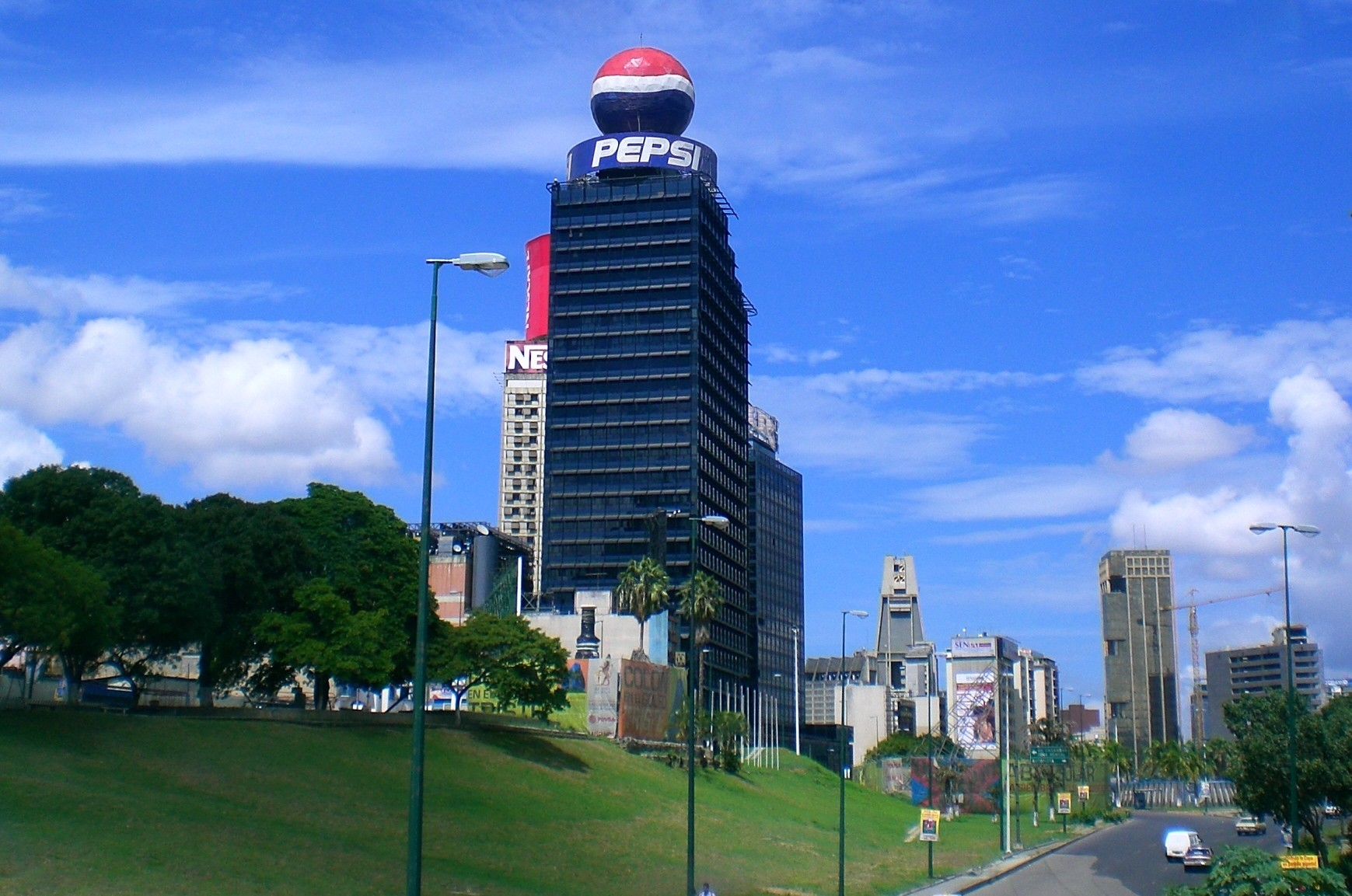
Imagen de la Torre Polar 2 en 2007. En 2010 el globo fue desmantelado debido a su mal estado.

En 1898 se decidió cambiar el nombre de Brad Drink como Pepsi-Cola. El logotipo Pepsi-Cola para ser utilizado se mostró en 1898. De acuerdo con Brand Sins, es sólo una versión de garabateado el nombre elegido por el entonces director general, porque no se disponía de ninguna otra cosa.
En 1926 el logo se rediseñó por primera vez desde 1905 y, en 1929, experimentó nuevos cambios. A partir de 1950 el logo adquirió los colores rojo, blanco y azul de la bandera estadounidense, el guion fue colocado dentro de los remolinos del rojo, blanco y azul, que aparece en la tapa de la botella desde la década de 1940. La tapa de la botella se convirtió en parte del logotipo, pero el diseño de esta varía considerablemente, este ejemplo fue la variación más común. El logotipo fue utilizado en Pepsi Holiday Special en 2004. Hacia mediados de los 60, los Estados Unidos contaba con un gran número de adolescentes nacidos tras la guerra, que se convirtieron en la «generación Pepsi». Pepsi mantuvo esta imagen gracias a pequeños cambios en el logo y en el diseño y tamaño de la botella, que pasó a contener 473 cl.
En la década de 1990 y comienzos del siglo XXI la compañía introdujo nuevas variaciones en la receta y presentación del producto. Un nuevo logotipo se introdujo en 1969 sobre la base de la botella. Una característica de este logotipo es las rayas rojo y azul claro. Este logotipo se ha utilizado en Pepsi Pepsi Throwback desde 2009.
Un logotipo rediseñado y simplificado se utilizó por primera vez en 1991. Por primera vez el texto Pepsi está fuera de los remolinos. Este logotipo también se consideraría como el debut del Globo Pepsi, aunque este estaba en 2D.
El símbolo de Pepsi se le dio profundidad en 1997 con la adición de sombras, y las letras se llevó el color blanco y el fondo se convirtió en azul. En este punto, los remolinos se conocían como el Globo Pepsi desde el sutil efecto tridimensional. A pesar de que el logotipo terminó oficialmente en enero de 2003, muchos carteles de las tiendas continuaron utilizando este logotipo.

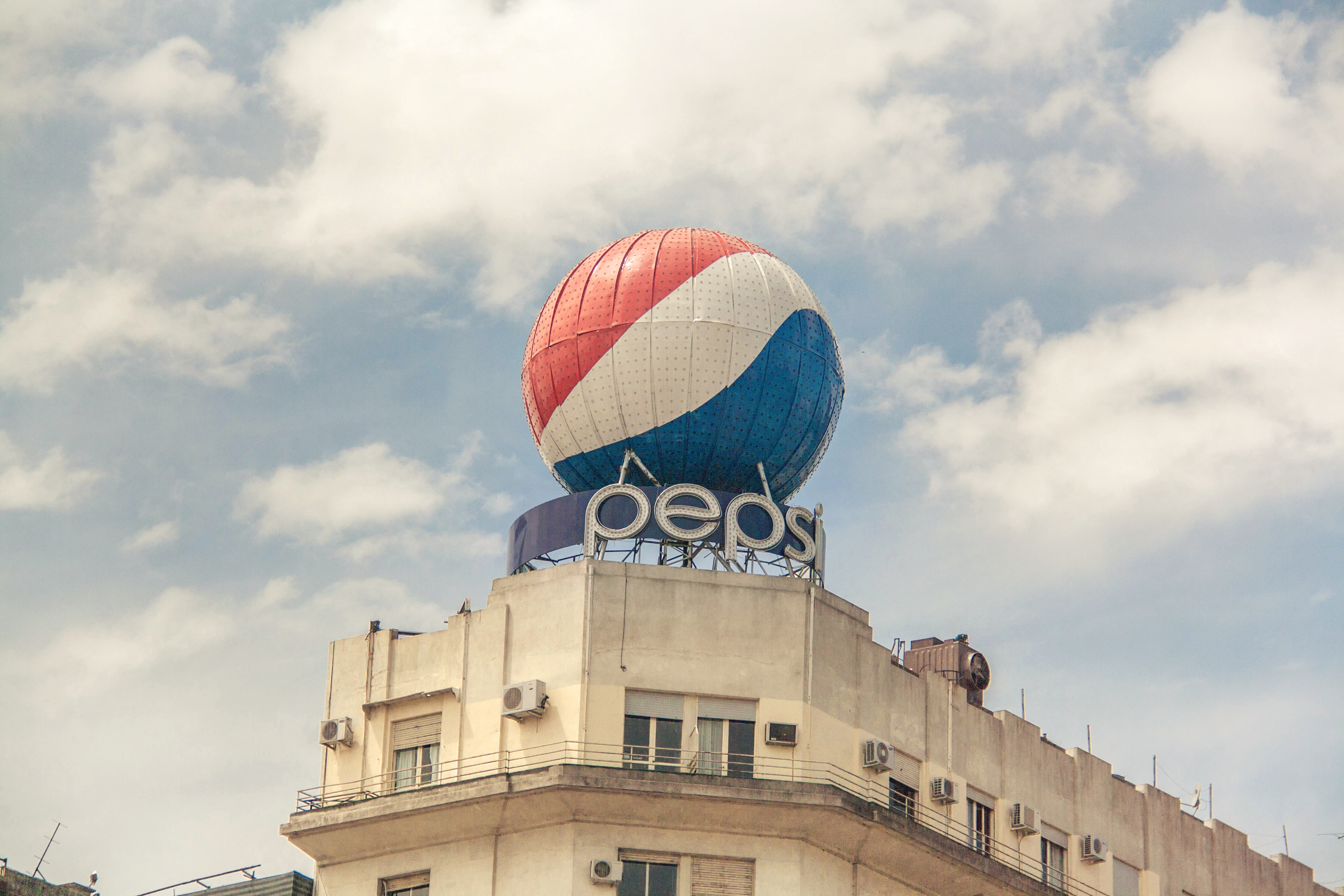
Globo Pepsi en Buenos Aires, Argentina.

En febrero de 2003, el logotipo se ha renovado con un tipo de letra serif ligeramente más moderno y el Globo Pepsi se convirtió tridimensional (una versión del globo Pepsi importado del logotipo de Pepsi Diet 2002-2003). En junio de 2006, Pepsi modificó ligeramente el logotipo de 2003, moviendo el texto debajo del globo, siendo un logotipo para latas de edición especial, de 2006 a 2008. Esta es también la última vez en la historia de la bebida es el texto en mayúsculas. Este logotipo se sigue utilizando en la India hasta el 31 de enero de 2010. También tenía el adicional de "gotas de agua". Se terminó oficialmente en 2008, con la introducción del nuevo logotipo, pero la versión más adelante continuó en las latas hasta 2009.
Hacia el final de 2008, rediseñó totalmente la marca de Pepsi, con un nuevo logo y una etiqueta más minimalista. Pepsi lanzó un logo completamente nuevo, pero no entró en vigor hasta principios de 2009, cuando el último logotipo terminó. El Globo Pepsi es ahora de dos dimensiones de nuevo y el diseño del remolino se ha cambiado para que parezca una sonrisa, de los cuales cambia de tamaño en función del tipo de Pepsi. Asimismo, ha añadido los esquemas blancos. La fuente utilizada en este logo es casi idéntica a la fuente usada para Diet Pepsi desde 1975 hasta 1986.
A mediados de 2010 todos los tipos de Pepsi comenzó a usar el mismo tamaño que la sonrisa Pepsi regular. Wild Cherry Pepsi y Pepsi One continuaron utilizando el logotipo de 2003 hasta 2010 y desde 2012 hasta 2014, respectivamente. también es importante saber que la "e" en la fuente tiene la forma ondulada de los anteriores del Globo Pepsi.
El logo nuevo se introdujo en Canadá, Brasil, Bolivia, Guatemala, Nicaragua, Honduras, El Salvador, Argentina, Puerto Rico, Costa Rica, Panamá, Colombia, Chile, República Dominicana, Filipinas y Australia en 2009, y en el resto del mundo en 2010.
En el 2018 en Chile, solo se usaron algunos logos además del logo de 2014 como parte de la edición limitada, junto con su eslogan "Desde siempre cambiando tu rutina".

Primer logotipo, bajo el nombre "Pepsi-Cola", usado desde 1898 hasta 1905.
Segundo logotipo de Pepsi-Cola, usado desde 1905 hasta 1906.
Tercer logotipo de Pepsi-Cola, usado desde 1906 hasta 1940.
Cuarto logotipo de Pepsi-Cola, usado desde 1940 hasta 1950. Se introdujo en 2014.
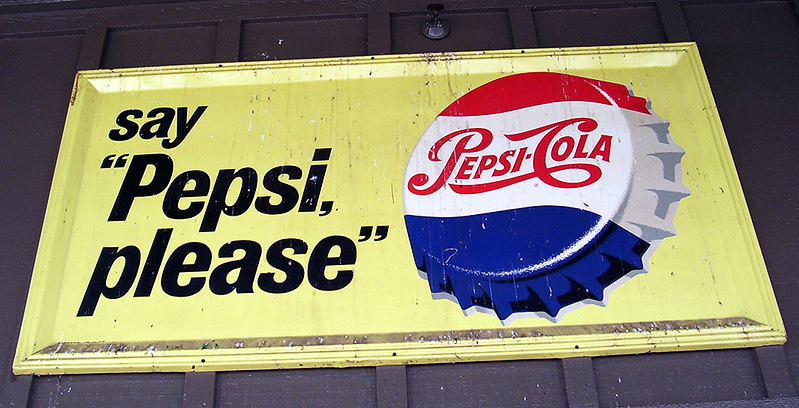
Publicidad de Pepsi con su logo usado desde 1950 hasta 1962.
Logotipo de Pepsi, desde 1950 hasta 1962.
Logotipo de Pepsi, desde 1962 hasta 1973.
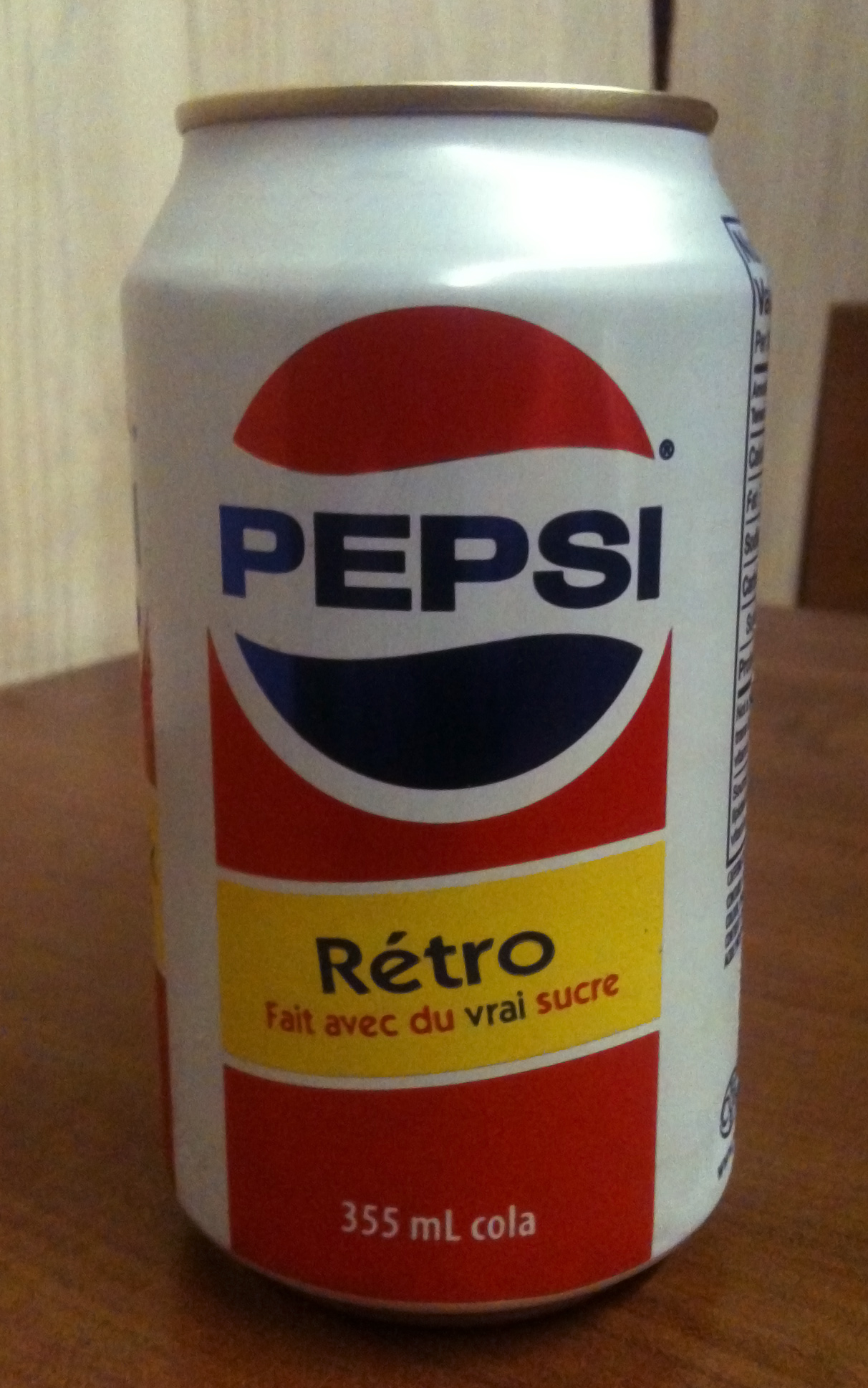
Lata de "Pepsi Retro" con el logotipo usado desde 1973 hasta 1987.
Logotipo de Pepsi, usado desde 1973 hasta 1987.
Logotipo de Pepsi, desde 1987 hasta 1991. Tipo de letra Handel Gothic.
Logotipo de Pepsi usado desde 1991 hasta 1997.
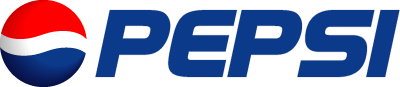
Logotipo Nro 12 de Pepsi. Usado desde 1997 hasta 2003.
Logotipo de Pepsi, desde 1997 hasta 2003.
Logotipo de Pepsi, desde 2003 hasta 2006. Se usó internacional hasta 2010.
Logotipo de Pepsi desde 2006 hasta 2008.
Logotipo de Pepsi, usado desde 2008 (2010 en el mundo) hasta 2014.
Logotipo de Pepsi, usado desde 2014 hasta 2023.
Logotipo de Pepsi, usado desde 2023 hasta la actualidad.
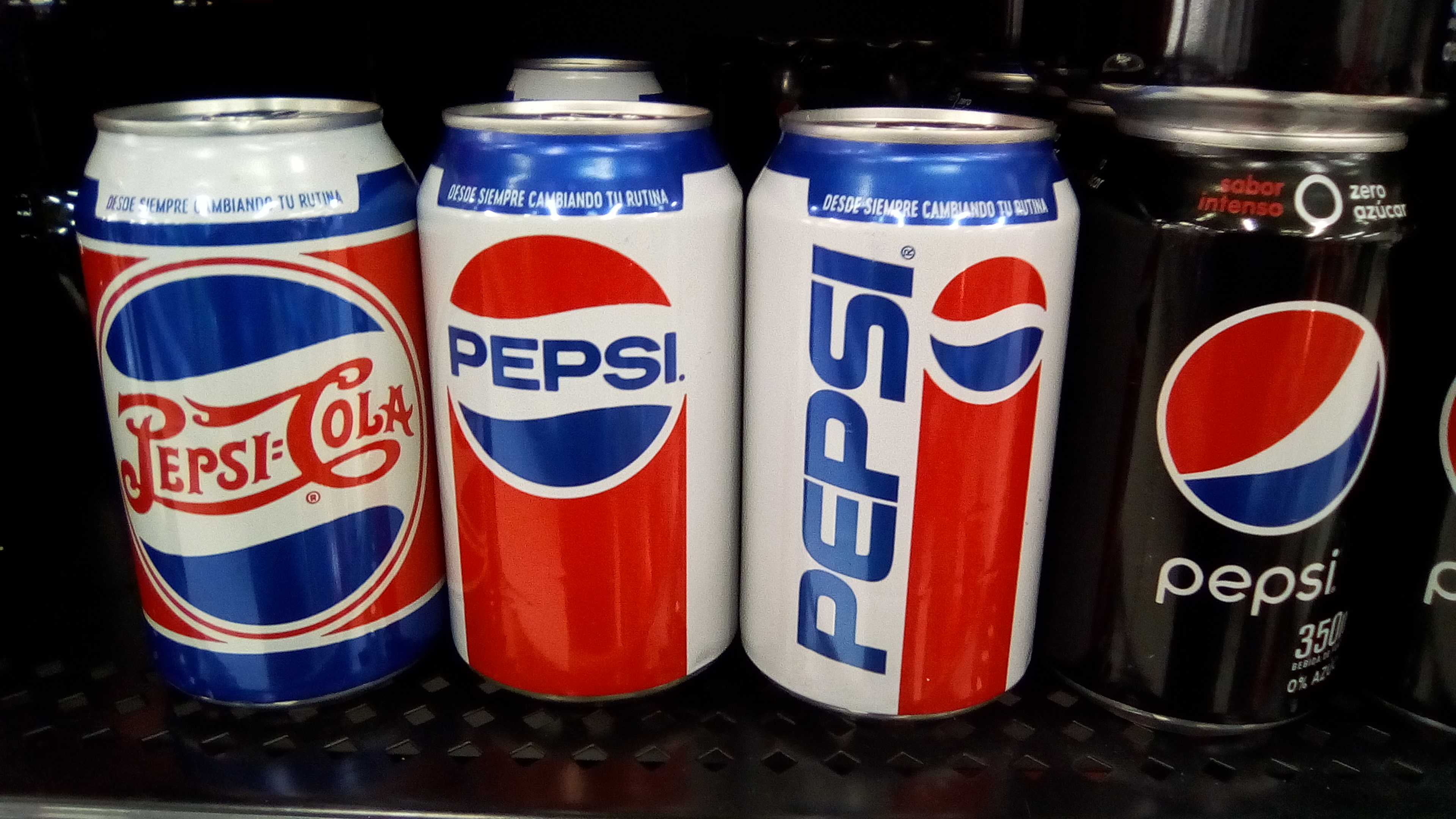
Latas mostradas de izquierda a derecha: logo de los 1940, logo de los 1980, logo de los 1990 y Pepsi 0, con el logo de 2014.

## Publicidad

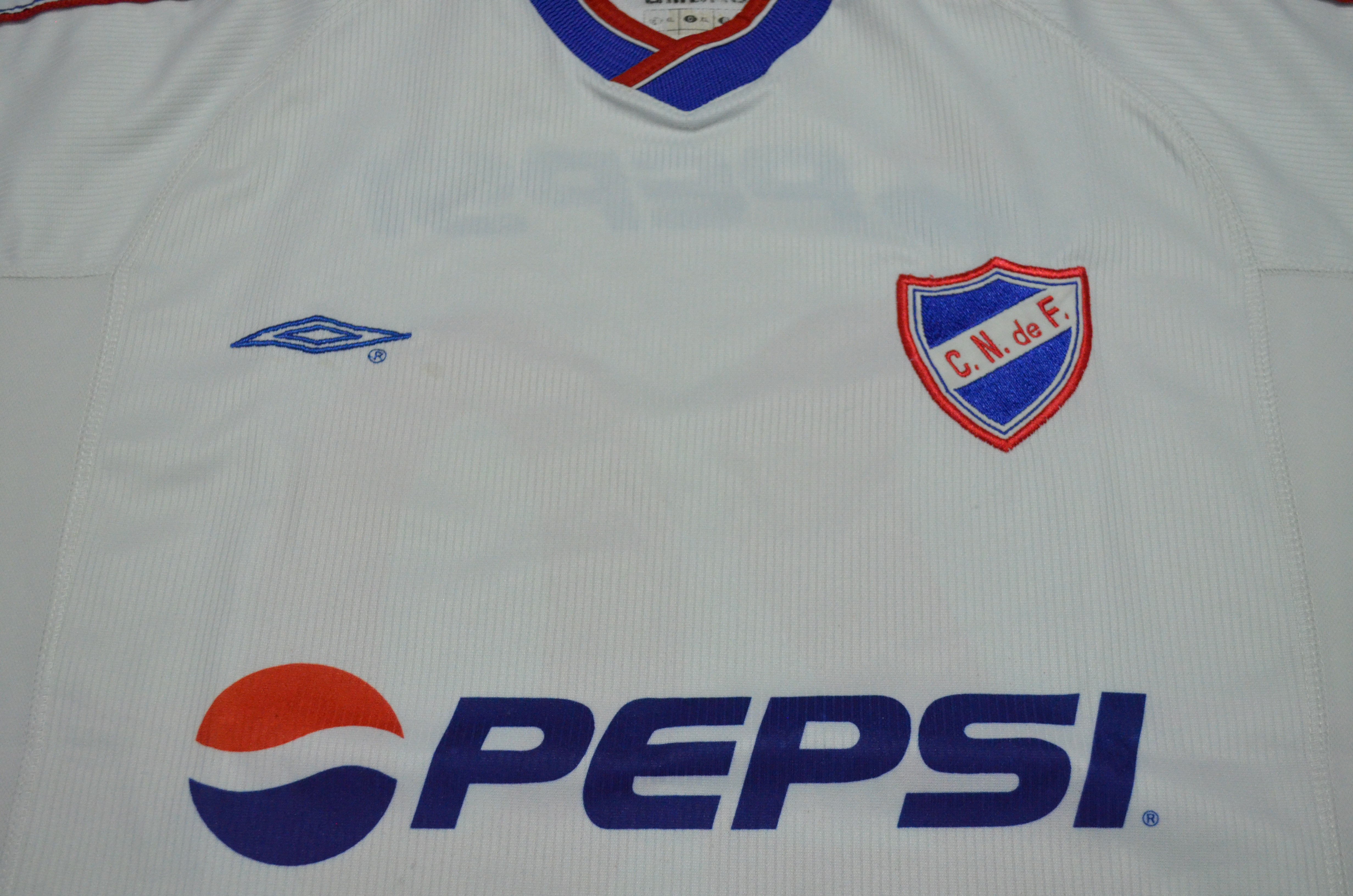
Pepsi patrocinando al Club Nacional de Football.

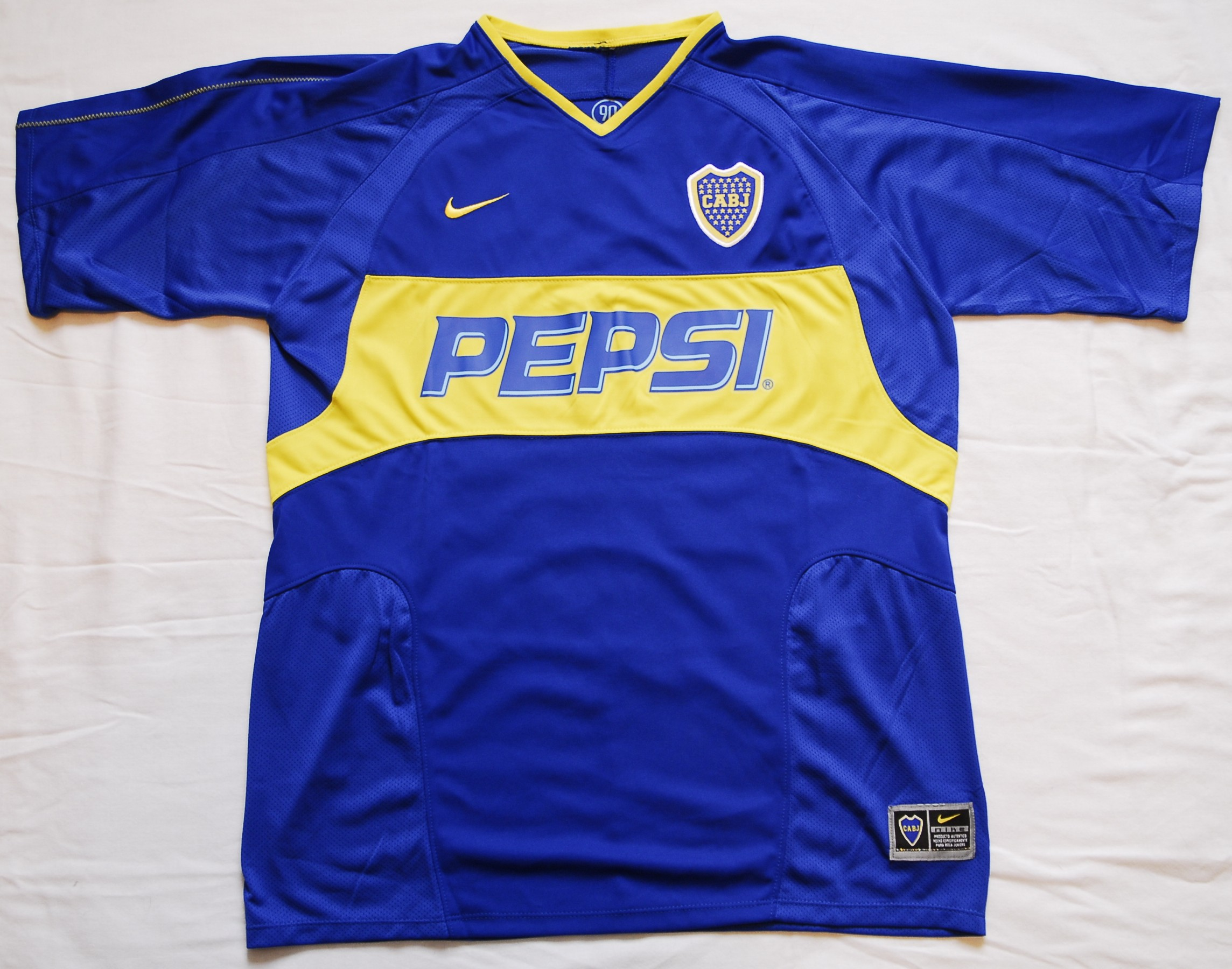
Pepsi patrocinando al Club Atlético Boca Juniors.

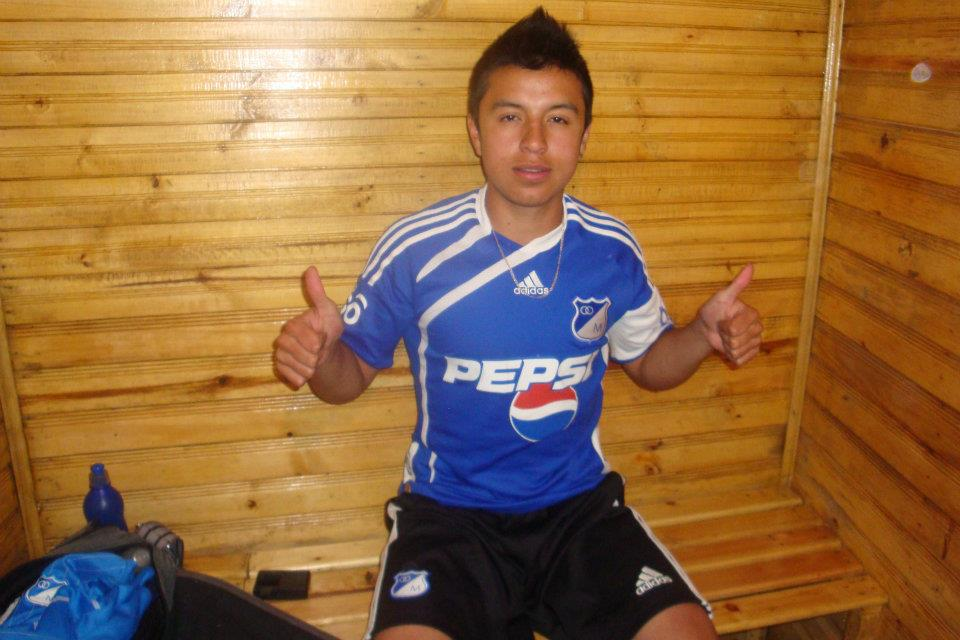
Pepsi patrocinando a Millonarios Fútbol Club.

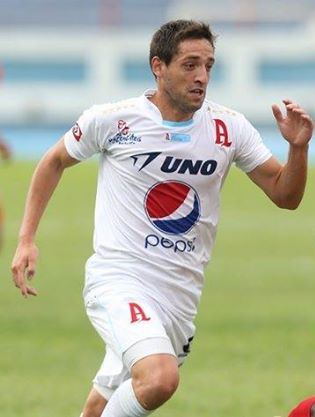
Pepsi patrocinando al club Salvadoreño Alianza Fútbol Club.

Los anuncios de Pepsi se caracterizan por incluir música pegadiza y un mensaje relacionado con el disfrute de la vida. Desde 1983 tiene una nueva manera de desarrollar la publicidad de su producto a través del mundo de la música de los contratos de imágenes de celebridades, deportes y el cine.
Durante su historia ya poseía muchos niños y niñas, la publicidad, los denominados voceros, que realizaron anuncios para televisión, radio, material impreso, además de patrocinar giras de conciertos de algunos.
Algunos de sus anuncios han causado polémica, como el spot de 2014 donde aparecía el futbolista Mauro Icardi y a la modelo argentina Wanda Nara y parecía trasmitir la idea de que el hurto es aceptable para acceder a una Pepsi gratis.
En 1989 Pepsi firmó un contrato con Madonna, pero la compañía canceló la campaña por el contenido del anuncio, en el que la cantante interpretaba «Like a Prayer» y aparecían imágenes que podrían considerarse blasfemas.
Pepsi a veces destaca en sus anuncios su rivalidad con su competidora Coca-Cola en sus anuncios: bajo el eslogan "Summer time is Pepsi time" —en español, "El verano es tiempo de Pepsi"—, utiliza imágenes asociadas con Coca-Cola y muestra a Santa Claus en una playa tomando Pepsi, y un oso polar que, teniendo una Coca-Cola y una Pepsi, opta por tomar esta última. En otro ejemplo, Pepsi —patrocinador del seleccionado español en el mundial de 2002— aprovechó la victoria de España 3 a 1 sobre Paraguay, cuya selección patrocinaba Coca-Cola, al crear una publicidad gráfica que usaba la tipografía de Pepsi para escribir España y la de Coca-Cola para escribir Paraguay. Posteriormente dicho anuncio fue retirado por ser considerado ilícito.[cita requerida] En Argentina, una publicidad denominada "El desafío Pepsi" tuvo como resultado una polémica judicial, y el anuncio navideño emitido en España en el 2000 fue cuestionado por la Asociación de Autocontrol de la Publicidad española por no respetar el Código de conducta publicitaria vigente en ese país.

### Pepsiman
Pepsiman fue una mascota oficial de Pepsi en la rama corporativa japonesa. El diseño del personaje Pepsiman se atribuye a Canadá por el dibujante de cómics Travis Charest, creado en algún momento a mediados de los años 1990, su última aparición fue en el año 2001, cuando se retiró su imagen de los comerciales de Pepsi. 
Pepsiman estuvo en tres estilos diferentes, cada uno representando el estilo actual de la lata de Pepsi en la distribución. 12 comerciales fueron creados con el personaje producidos por Industrial Light & Magic. Su papel en los anuncios es que aparezca con una Pepsi ante un pueblo sediento o personas con ansias de soda. Pepsiman pasa a aparecer en el momento justo con el producto. Después de la entrega de la bebida, a veces Pepsiman se encontraría con una situación difícil y orientado a la acción que daría lugar a una lesión. 
Otra mascota más pequeña, Pepsiwoman, también aparece en algunos de sus propios anuncios para Diet Pepsi Twist; su aspecto es básicamente un Pepsiman femenino que lleva un pasa montañas amarillo con una forma de limón.
Dado al buen recibimiento por parte del público que tuvo el personaje, se produjo un videojuego para la consola PlayStation en 1999 protagonizado por Pepsiman, aunque el juego tuvo reseñas mixtas a favorables, fue un fracaso en ventas, sin embargo, hoy en día se considera un videojuego de culto y debido a la piratería que azotaba la PlayStation en aquellos años, el videojuego de Pepsiman (Así como el personaje) se hizo reconocido en el resto del mundo (Principalmente en América Latina).

### En el deporte
Pepsi, al igual que otras empresas multinacionales ha buscado instalarse en algunos mercados a través de la identificación con algún club deportivo. Por ejemplo, entre 1999 y 2002 fue patrocinador exclusivo de Nacional de Uruguay; entre 2002 y 2004 hizo lo propio con el Boca Juniors de Argentina; desde 2006 hasta 2022 fue patrocinador de Millonarios de Colombia y también desde 2010 hasta 2011 fue patrocinador de Atlético Bucaramanga ; mientras que desde 2014 hasta la actualidad es patrocinador de Alianza de El Salvador. También ha patrocinado otros clubes de fútbol latinoamericanos. Pepsi también se ha vinculado a futbolistas reconocidos en sus campañas. Para el mundial de 2002, disputado en Corea y Japón, Pepsi lanzó una publicidad en la que jugadores disputaban un encuentro de fútbol contra luchadores de sumo. Cuatro años después, emitió otro aviso para el mundial de 2006, desarrollado en Bavaria, también con futbolistas de renombre. Para el siguiente mundial, a disputarse en Sudáfrica, Pepsi continuó con sus avisos temáticos y lo desarrolló en la sabana africana. Otro caso de avisos gráficos dentro del fútbol, fue la publicidad "howyoufootball.com".[cita requerida]

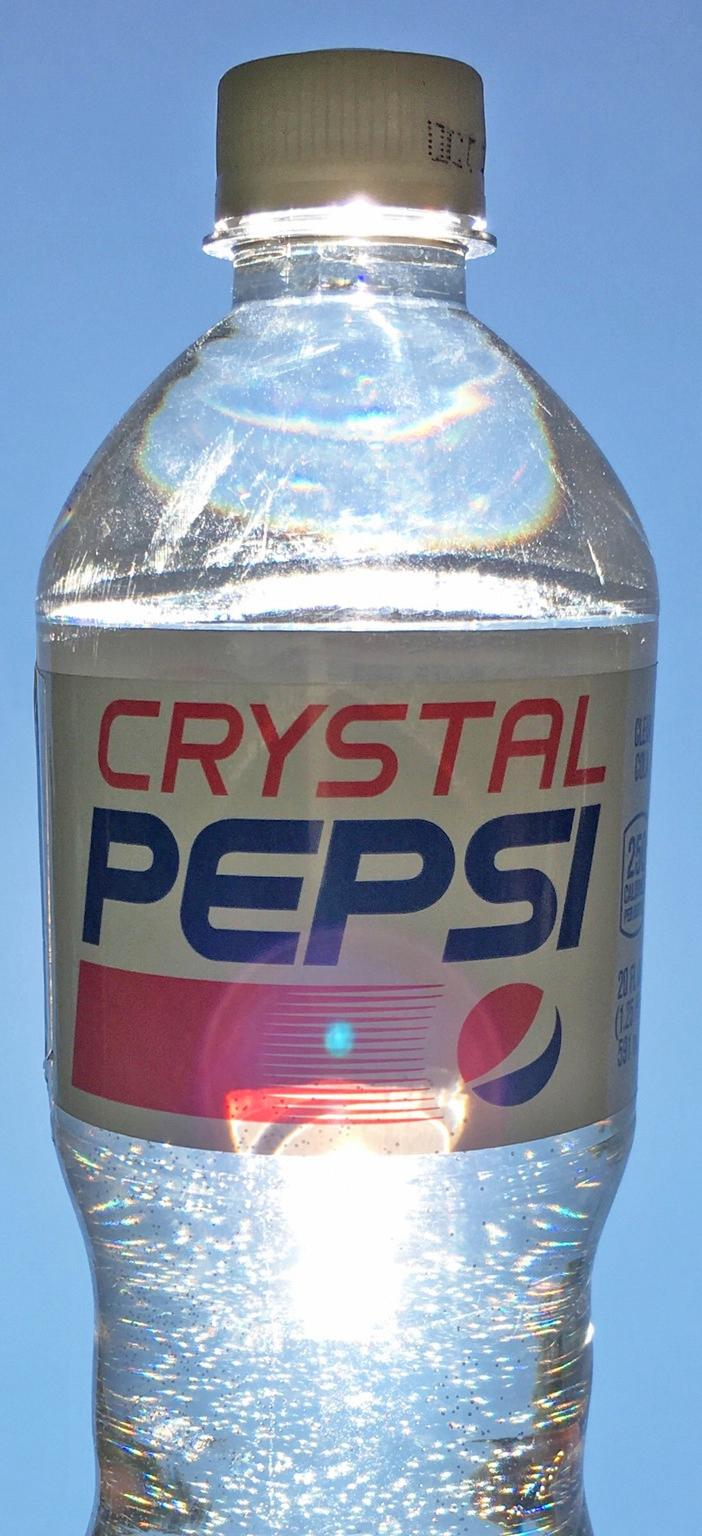
Pepsi Crystal en los Estados Unidos, 2016

También es patrocinador oficial de la Primera División de El Salvador llamado "Liga Pepsi".
Además también es patrocinador oficial de varios equipos del fútbol guatemalteco como lo son: Comunicaciones Fútbol Club, CSD Municipal, Coban Imperial, Xelajú Mario Camposeco, Aurora Fútbol Club, Universidad SC, Quiche Fútbol Club, entre otros.

## Composición
La gaseosa se compone de: agua carbonatada, jarabe de maíz de alta fructosa, color de caramelo, ácido fosfórico, cafeína, ácido cítrico, sabores naturales, azúcar, vainilla, aceites, pepsina, y granos de nuez de cola.
En 1964, se introdujo «Diet Pepsi», que en algunos países fue renombrada a «Pepsi Light». Por una temporada, en la década de los 1990, Pepsi introdujo un experimento, «Pepsi Crystal», un refresco de cola de color transparente; aunque el producto tuvo éxito al principio, las ventas pronto descendieron; en el año 2005, volvió a lanzar un producto similar, con el nombre «Pepsi Clear».
Durante el otoño de 1998, se introdujo «Pepsi One» en una ambiciosa campaña publicitaria con la coletilla principal de «Solo una caloría». La bebida contenía acesulfamo de potasio y aspartamo para obtener una sola caloría.

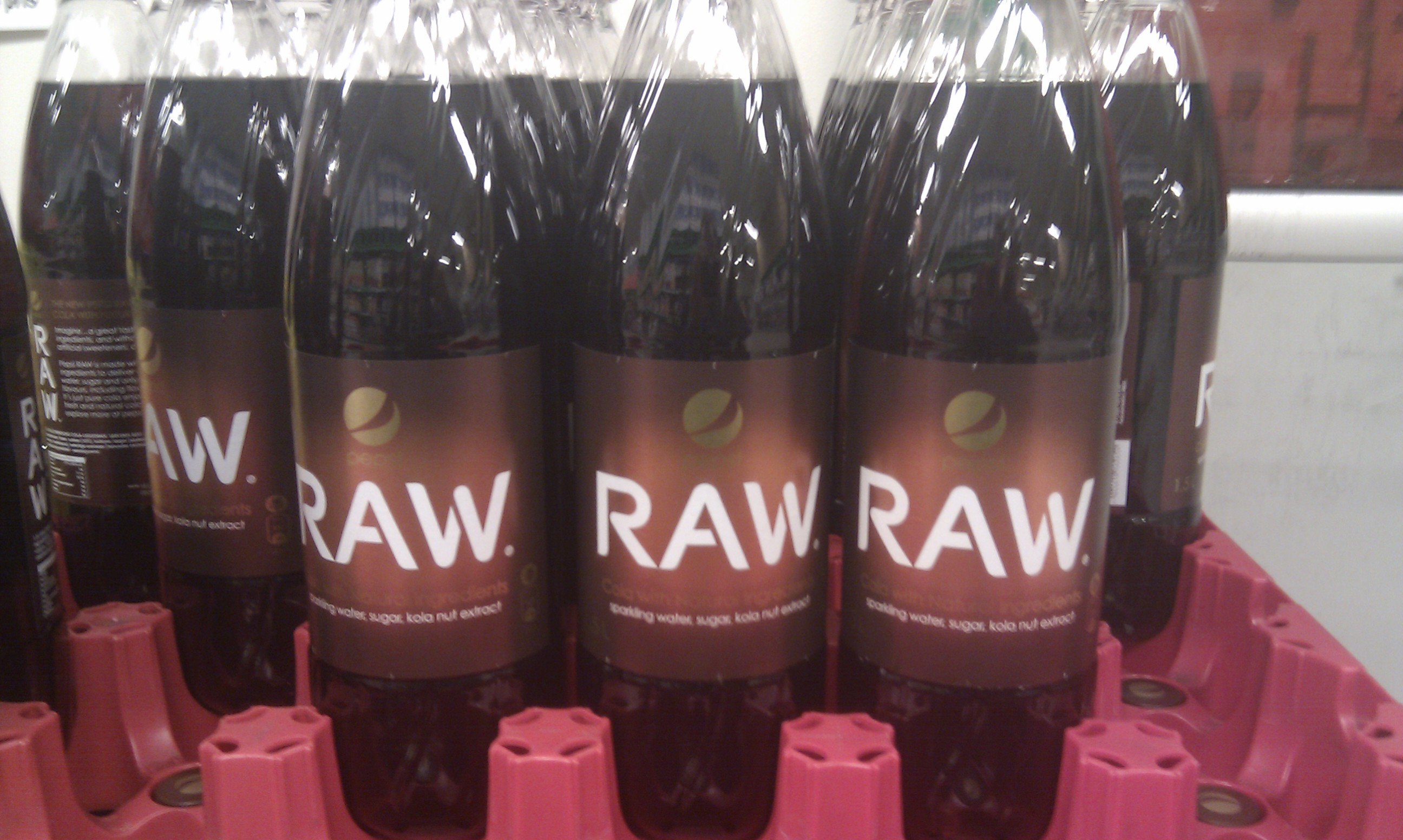
Botella de "Pepsi Raw".

En el 2000 y 2001 se comercializó la Pepsi Twist, la cual contenía limón. Este producto solo tuvo éxito en Bolivia y Brasil, por lo que fue retirado del mercado, excepto en estos países. En 2002 se puso a la venta «Pepsi Blue» que tenía una coloración azul conseguida con el colorante blue 1; esta variante desapareció en 2004.
En los Estados Unidos el 2007, estuvo disponible la «Pepsi Max», pero fue renombrado a mediados de 2015 como «Pepsi Zero Azúcar». Esta variante, endulzada con Aspartamo, sería la competencia directa a Coca-Cola Zero, introducida en 2008.
La variante «Pepsi Kick», comercializada en México con el eslogan «Despierta» contiene cafeína y ginseng. Después de salir al mercado la Pepsi Kick, también se introdujo la «Pepsi Natural», similar a «Pepsi Retro» y «Pepsi Raw», variantes introducidas en México y el Reino Unido respectivamente; está elaborada con extracto de nuez de cola, es baja en calorías y no contiene conservantes, saborizantes ni colorantes artificiales.

## La compañía
PepsiCo, la compañía propietaria de Pepsi, es también dueña de marcas como Quaker Oats, Gatorade, Frito-Lay y Tropicana, entre otras. Tiene unos ingresos anuales de más de 60 millones de dólares estadounidense y más de 285 000 mil empleados. Cotiza en el mercado de valores de Nueva York, bajo el símbolo «PEP». La compañía para la distribución y embotellamiento se llama Pepsi Bottling Group (grupo de embotelladoras Pepsi) cotizando con el símbolo «PBG».
Hasta 1997 PepsiCo también controlaba a Kentucky Fried Chicken, Pizza Hut y Taco Bell, pero estos restaurantes de comida rápida fueron separados en la compañía Tricon Global Restaurants, y posteriormente llamada Yum! Brands, Inc.
En 1993 la compañía PepsiCo, en Filipinas, fue galardonada con el Premio Ig Nobel de la Paz.

## Relación de PepsiCo con la Unión Soviética

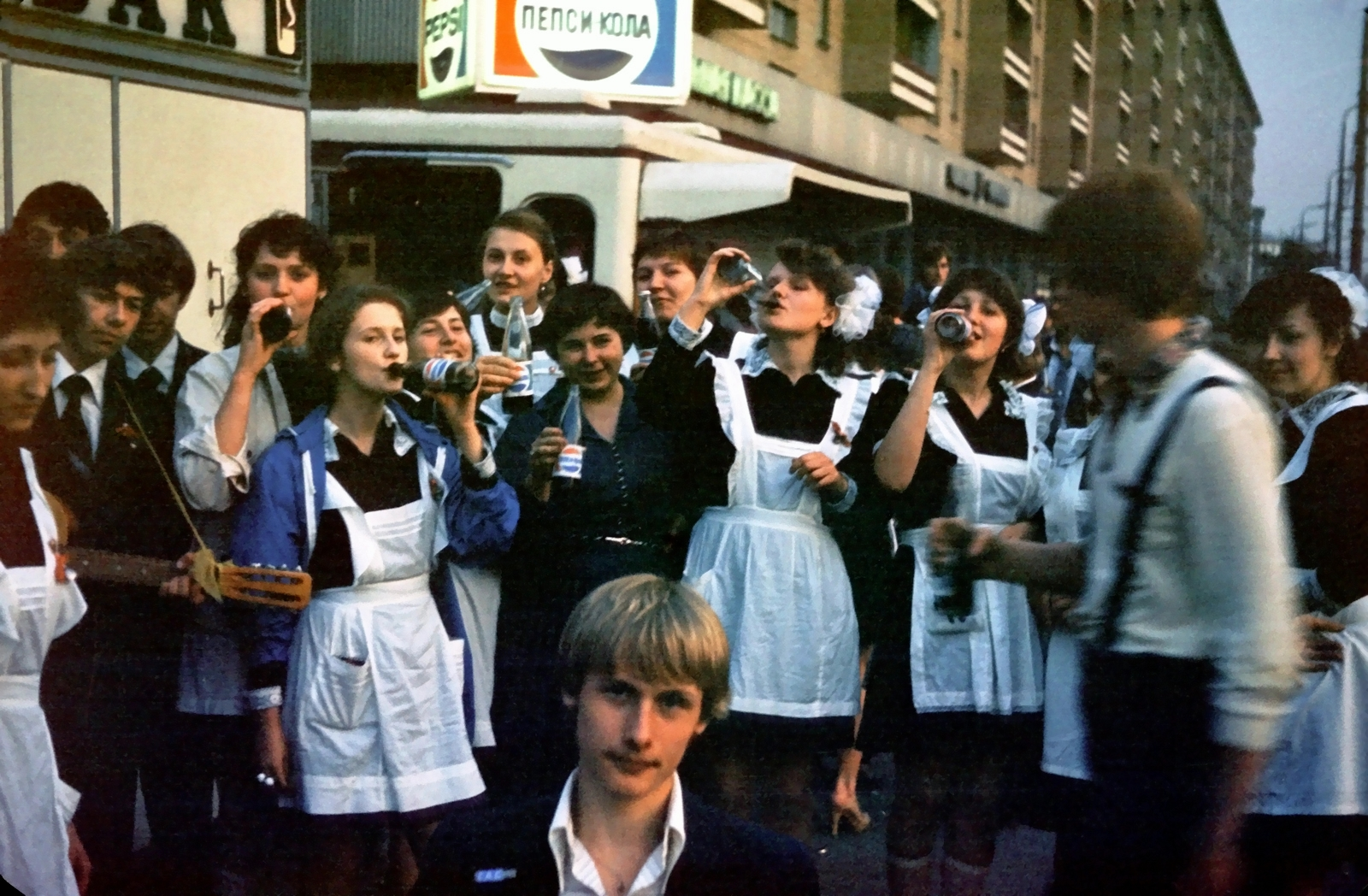
Escolares cerca de una tienda de Pepsi-Cola en Moscú, el 25 de mayo de 1981.

En 1972, PepsiCo firmó un acuerdo de canje con el entonces gobierno de la Unión Soviética, en el que se concedieron a PepsiCo los derechos de exportación y comercialización en Occidente del vodka Stolichnaya, a cambio de la importación y comercialización soviética de Pepsi. Este intercambio llevó a que Pepsi fuera el primer producto extranjero autorizado para su venta en la Unión Soviética.
Con reminiscencias de la forma en que Coca-Cola se convirtió en un ícono cultural y su difusión global generó palabras como «cocacolonización»
, Pepsi-Cola y su relación con el sistema soviético la convirtió en un ícono. A principios de la década de 1990, el término «Pepsi-stroika» comenzó a aparecer como un juego de palabras con «perestroika», la política de reforma de la Unión Soviética bajo Mijaíl Gorbachov. Los críticos vieron la política como un intento de introducir productos occidentales en acuerdos con las viejas élites comunistas. Pepsi, como uno de los primeros productos estadounidenses en la Unión Soviética, se convirtió en un símbolo de esa relación y la política soviética. Esto se reflejó en el libro «Generación P» del autor ruso Víktor Pelevin. En Rusia, Pepsi inicialmente tuvo una participación de mercado mayor que Coca-Cola, pero se redujo una vez que terminó la Guerra Fría.
Ya que el rublo soviético no tenía valor fuera de la URSS y que carecían de dólares, a cambio del refresco se le daba botellas de vodka Stolnichnaya y los derechos de ser el único vendedor de dicho vodka en los Estados Unidos. En 1989 expiró el contrato y como el rublo seguía sin valer nada, los soviéticos pagaron con material bélico. Pepsi pasó a tener la sexta flota más grande del mundo. Ésta constaba de 17 submarinos de ataque, un destructor, un crucero, una fragata y varios petroleros.